# Digitalis purpurea subsp. purpurea
Digitalis purpurea subsp. purpurea é uma subespécie de planta com flor pertencente à família Scrophulariaceae. 
A autoridade científica da subespécie é L., tendo sido publicada em Sp. Pl. 621 (1753).
Os seus nomes comuns são abeloura, abelouro, abelouro-vermelho, alcoques, beloiro, beloura, boca-de-sapo, caçapeiro, calças-de-cuco, caralhotas, chapote, chapoto, dedaleira, delaleira, digital, enchoque, erva-dedal, erva-dedeira, estalo, estoira-fois, estoirotes, estoura-foles, estorafoles, estraques, folha-de-raposa, folha-de-sapo, luvas-de-nossa-senhora, luvas-de-santa-maria, maia, matruca, mena, nenas, podonhos, pilatroques, pucarinhos, teijeira, tracles, traqueira, traqueiro, trocles, trócolos ou troques.

## Portugal
Trata-se de uma subespécie presente no território português, nomeadamente em Portugal Continental, no Arquipélago dos Açores e no Arquipélago da Madeira.
Em termos de naturalidade é nativa de Portugal Continental e do Arquipélago dos Madeira e introduzida no Arquipélago dos Açores.

## Protecção
Não se encontra protegida por legislação portuguesa ou da Comunidade Europeia.